# 岩城浩幸
岩城 浩幸（いわき ひろゆき、1956年3月24日 - 2022年12月14日）は、元TBSメディア総合研究所取締役編集局長。TBSテレビ元報道局記者、報道局解説・専門記者室担当局次長兼主席解説委員。東京都目黒区出身、千葉県松戸市在住。

## 来歴
早稲田大学政治経済学部政治学科卒業後、1978年TBSに入社。テレビユー山形取締役相談役で元代表取締役社長の湯川哲生、緑山スタジオ・シティ代表取締役会長、テレビユー福島顧問で元代表取締役社長の信国一朗、映画プロデューサーの永田守（大映元社長永田雅一の孫）は同期。
報道局では社会部（警視庁担当）・政治部（田中派・竹下派・首相官邸担当）・編集部などに所属。1991年から1995年までは報道局外信部JNN北京支局長、帰国後は「JNNニュース」編集長を務めた。そして1998年10月から「報道特集」でサブキャスターを5年間担当。
その後は外信部長、報道局解説・専門記者室長を経て、2009年4月1日から報道局スペシャリスト局次長兼主席解説委員を、2013年7月1日より報道局解説・専門記者室担当局次長務めており、TBSが運営するニュース専門チャンネル「TBSニュースバード」のニュース解説として出演することが多かった。
2016年3月31日付でTBSを定年退職。ただし、TBSメディア総合研究所取締役の職は続投しており、以降も報道解説者としてTBSの報道・情報番組に出演していた。
2022年12月14日、間質性肺炎のため千葉県松戸市内の病院で死去。66歳没。

## 担当番組

### 過去
| 期間                | 期間                | 番組名                                           | 役職 |
| ------------------- | ------------------- | ------------------------------------------------ | --- |
| 同局（TBS）在籍時代 | 同局（TBS）在籍時代 | 各報道番組（テレビ）                             | 解説など |
| 1998年10月          | 2003年9月           | JNN報道特集（テレビ）                            | サブキャスター                                                                                              |
| 2010年              | 2016年3月           | 報道の魂（テレビ）                               | プロデューサー                                                                                              |
| 2010年10月          | 2015年9月           | 土曜ワイドラジオTOKYO 永六輔その新世界（ラジオ） | 『ニュース恵理ごのみ』担当 ※実際は病気療養（脳出血による療養）のため2015年6月13日を以て出演を取りやめていた |

## 著書
- 岩城浩幸、岩城敦子『大陸逍遙  俳句と随筆で綴る体験的中国』日本僑報社、2005年5月1日。ISBN 978-4861850073。 NCID BA72114665。[2]
- 田建国、岩城浩幸『日中「俳句」往来 作品集『大陸逍遥』を通じて』日本僑報社、2005年8月1日。ISBN 978-4861850110。 NCID BA74051147。